# Гребенюк-Дарманчук Мирослава

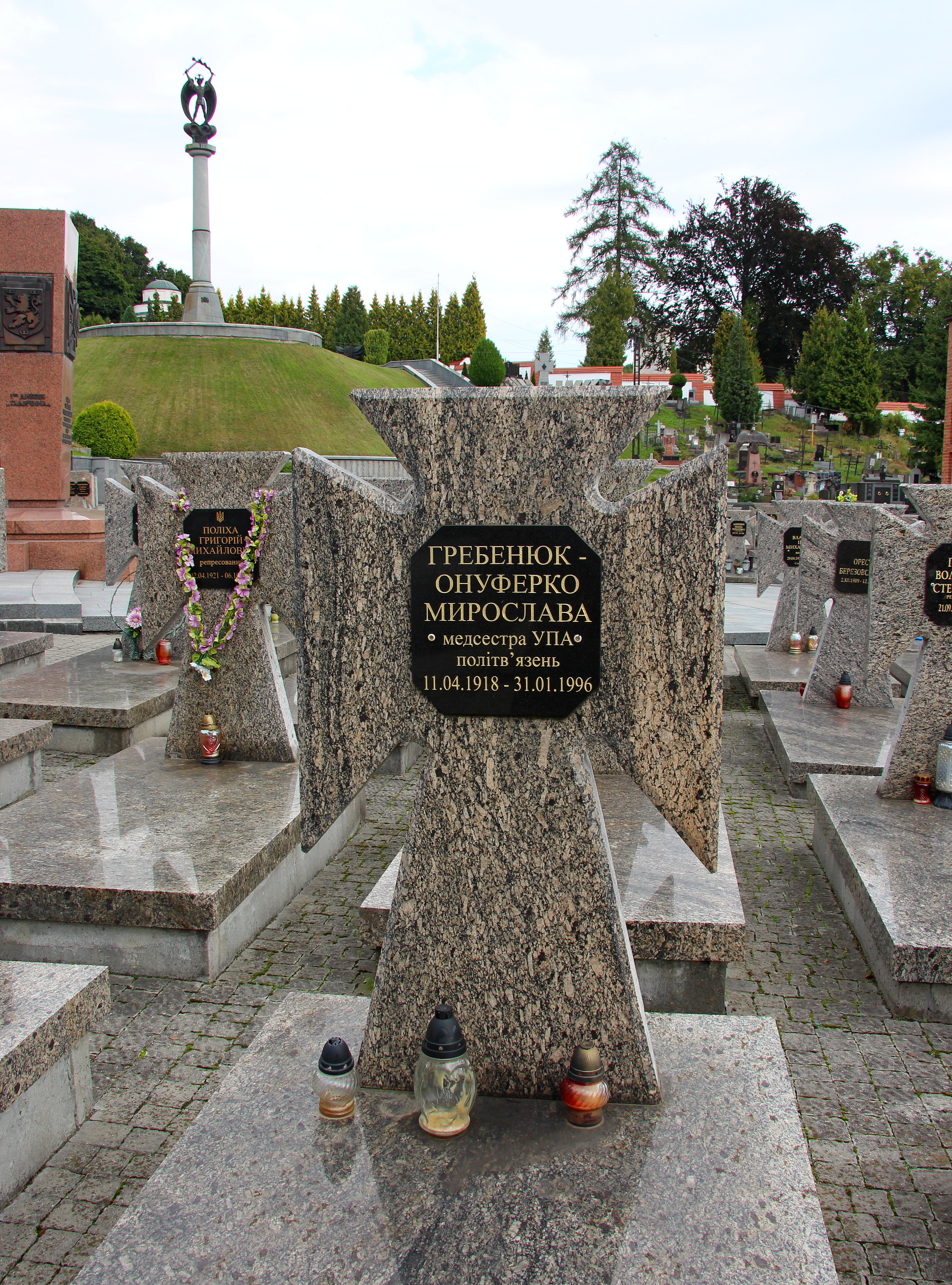
Могила Мирослави Гребенюк-Дарманчук на 76 полі Личаківського цвинтаря

Мирослава Семенівна Гребенюк-Дарманчук (11 квітня 1918 с. Мушкатівка, нині Борщівський район Тернопільська область — 1996, Львів) — українська бандуристка, медсестра УПА.

## Життєпис
Народилася в сім'ї священика.
Закінчивши у 1937 році гімназію, переїхала у Львів, де освоювала танцювальне мистецтво в театральній студії і також займалася у вокальній студії композитора і співака Володимира Балтаровича.
У 1939—1941 вчителювала у с. Більче-Золоте, згодом у містечку Королівка на Тернопільщині. В 1941 році вийшла заміж за секретаря міської ради Юрія Онуферка.
З приходом комуністів брат Євген був замордований більшовиками в Чортківській тюрмі. Чоловіка Мирослави Юрія Онуферка заарештували в армії, куди його забрали, i він загинув у Челябінську. Мирославу, як дружиною заарештованого, розшукували енкаведисти, тому вона пішла в підпілля і працювала медсестрою в загонах УПА. Згодом вона здобула фіктивні документи на ім'я Мирослави Семенівни Дарманчук, під якими жила в с. Миклашів.
Захоплення бандурою прийшло до Мирослави у 1937 під час виступу в Борщеві капели бандуристів Юрія Сінгалевича. Вона поступила до Сінгалевича на науку і швидко освоївши основи кобзарського мистецтва, почала виступати в його капелі, яка працювала при Будинку народної творчості у Львові. Тріо бандуристок, у якому Мирослава Дарманчук виступала разом із сестрами Марією та Тересою Ваврик, успішно виступило на огляді в Києві, отримавши схвальні відгуки в пресі. Після загибелі керівника капела перестала існувати. Мирослава Дарманчук, правда, ще деякий час успішно виступала (як солістка-бандуристка, співачка і партнерка в танцях Ярослава Чуперчука) в ансамблі «Чорногора».
8 жовтня 1948 її заарештували і засудили до 25 років позбавлення волі та 5 років позбавлення прав. Каторгу вона відбувала в Інті, потім в Абезі. Там засуджений народний артист Олександр Гринько у скрутний час допоміг Мирославі вижити. Згодом Мирослава почала виступати в художній самодіяльності табору і як солістка-бандуристка (мати передала їй бандуру), i як співачка (співала арії з оперет «Сільва», «Маріца», народні пісні), брала участь у виставах («Наталка Полтавка» та інші).
Наприкінці 1955 Мирославі Гребенюк вдалося повернутися до Львова. Вона створила ансамбль бандуристів при Львівській філармонії, з яким виступала, також вела гурток з навчання гри на бандурі при Будинку вчителя. В 1966—1968 працювала у вокально-інструментальному ансамблі Клубу залізничників.
Як колишня репресована і бандуристка, зазнавала від комуністичного режиму подальших обмежень та переслідування, тому достроково вийшла на пенсію у 50 років, ще два роки працювала надомницею при Львівській галантерейній фабриці.
Померла Мирослава Гребенюк-Дарманчук 1 лютого 1996, похована на 76 дільниці Личаківського цвинтаря, яка відведена для героїв, що боролися за незалежність України.